# Doreen Luther
Doreen Luther (* 27. März 1997 in Dülmen) ist eine deutsche Volleyballspielerin.

## Karriere
Luther begann ihre Karriere 2006 im Alter von neun Jahren beim heimischen TV Dülmen. Von 2016 bis 2019 spielote sie mit dem ASV Senden in der Dritten Liga West. 2019 wurde die Mittelblockerin vom Erstligisten USC Münster verpflichtet. Der Verein schied im DVV-Pokal 2019/20 im Achtelfinale aus und stand in der Bundesliga-Hauptrunde beim Saisonabbruch auf dem sechsten Platz.
Nach der Saison wollte sicb Luther mehr auf ihr Studium konzentrieren und ging deshalb 2020 zum Zweitligisten Skurios Volleys Borken. Mit dem Verein spielte sie drei Jahre lang in der Zweiten Liga Nord und anschließend in der neuen Zweiten Liga Pro. In der Saison 2024/25 gelang ihr mit der Mannschaft der Aufstieg in die erste Liga. Auch 2025/26 spielt Luther für Borken.